# ليون لومباردي
ليون لومباردي (بالإنجليزية: Leon Lombardi)‏ هو سياسي أمريكي، ولد في 16 أبريل 1949. حزبياً، نشط في الحزب الجمهوري. وقد انتخب عضو مجلس نواب ماساتشوستس.